# Congregazione delle orsoline francescane
La Congregazione delle Orsoline Francescane (in inglese Ursuline Franciscan Congregation) è un istituto religioso femminile di diritto pontificio: le suore di questa congregazione pospongono al loro nome la sigla U.F.S.

## Storia
Le origini dell'istituto risalgono alla società fondata a Mangalore il 10 aprile 1887 dal gesuita Urban Stein per l'aiuto ai sacerdoti nelle attività pastorali.
Vittore Rosario Fernandes, vescovo di Mangalore, eresse la società in congregazione religiosa il 13 maggio 1934.
L'istituto è aggregato all'ordine dei frati minori cappuccini dal 16 agosto 1955.

## Attività e diffusione
Le suore si dedicano alla catechesi, all'istruzione della gioventù e all'assistenza ad orfani, anziani e ammalati.
Oltre che in India, sono presenti in Germania, Italia e Tanzania; la sede generalizia è a Deralakatte, presso Mangalore.
Alla fine del 2008 la congregazione contava 833 religiose in 107 case.